# 큐넷
큐넷은 한국산업인력공단이 운영하는 국가 자격증·시험정보 포털이다. 2001년 6월 19일에 개설되어, 시험일정, 원서접수, 합격자발표조회, 자격정보, 자격증발급신청, 자격취득자정보 등을 서비스한다.

## 같이 보기
- 한국산업인력공단
- 한국건설기술인협회
- 고용노동부
- 이엔지잡
- 건설워커
- 월드잡